# ニップ県
ニップ県（ニップけん、Nippes (ハイチ語: Nip)）は、ハイチ南西部の県 (depatman)。県庁所在地はミラゴアーヌ。面積は 1,268 km²、人口は342,525人(2015年)。

## 歴史
- 2003年にグランダンス県から分割された。
- 2021年8月14日に発生したハイチ地震では、少なくとも住宅899棟が倒壊、723棟が損壊。多数の死者が出た[3]。

## 隣接する県
北はラゴナーヴ湾に面し、東に西県、南東県、南県、西にグランダンス県と接する。

## 下位行政区画
ミラグワーヌ郡、アンサヴォー郡、バラデー郡の3つの郡 (awondisman) が置かれている。